# Sebastes miniatus
Espèce
Sebastes miniatus est une espèce de poissons de la famille des Scorpaenidae.